# エリック・ブレッドソー
エリック・ブレッドソー（Eric Bledsoe, 1989年12月9日 - ）は、アメリカ合衆国アラバマ州バーミングハム出身のプロバスケットボール選手。CBAの上海シャークスに所属している。ポジションはポイントガードまたはシューティングガード。

## 経歴

### ロサンゼルス・クリッパーズ
ケンタッキー大学時代はジョン・ウォールやデマーカス・カズンズなどと共にプレーし、3年間で35勝3敗という強さを誇った。そして2010年のNBAドラフトにアーリーエントリーを表明。ドラフトでは18位でオクラホマシティ・サンダーから指名されるも、直後にロサンゼルス・クリッパーズとのトレードが行われ、交渉権がクリッパーズに移動した。
1年目はバロン・デイビスの控え役としての起用がほとんどで、2年目からのシーズンもクリス・ポールの控えに甘んじていた。

### フェニックス・サンズ
2013年夏、ミルウォーキー・バックスなどが絡んだ三角トレードでフェニックス・サンズに移籍した。
サンズ加入後に先発メンバーに定着し、2013-14シーズンは平均17.7得点を記録し、MIP候補にも挙げられたが、膝の手術でシーズンの大半を欠場するなど、本領を発揮したとは言い難かった。
オフは制限付きFAとなり契約問題が難航したが、9月24日に5年総額7000万ドルで再契約。2014-15シーズンは自己最多の81試合に先発出場したものの、翌2015-16シーズンは、2015年12月26日のフィラデルフィア・76ers戦で、左膝の前十字靭帯を断裂する重傷を負い、手術の為に同シーズン残り全試合を欠場となった。
2016-17シーズンは膝の負傷も完治し、開幕から出場。2016年11月2日のポートランド・トレイルブレイザーズ戦では、115-115の同点で迎えた延長第1クォーター残り数秒の場面から、決勝ブザービーター3ポイントシュートを決め、開幕4連敗を喫していたサンズに、シーズン初勝利をもたらした。更に2017年1月22日のトロント・ラプターズ戦では、自己最高の40得点を記録した。1月28日のデンバー・ナゲッツ戦で自身最多の41得点を記録。しかし、3月15日の左膝の負傷のために、シーズン残り試合を欠場することが発表された。
2017-18シーズン、サンズは開幕から大敗が続き、10月21日のロサンゼルス・クリッパーズ戦て大敗を喫した後、ツイッターで「もうこんなチームでプレーしたくない」といった旨趣の書き込みを行い波紋を呼んだ。本人は「ヘアサロンにいただけだ」と首脳陣に説明したが、そのような言い訳は通じず謹慎処分になった。リーグからは罰金処分も課せられた。結局11月8日にグレッグ・モンロー及び将来のドラフト指名権とのトレードでミルウォーキー・バックスに放出された。

### ミルウォーキー・バックス
2017-18シーズン、2017年11月10日のサンアントニオ・スパーズ戦で、バックス加入後初出場を果たし、13得点で94-87の勝利に貢献。更に22日の古巣のサンズ戦では、敵地トーキング・スティック・リゾート・アリーナの観衆から大ブーイングをあびせられながらも30得点を記録し、チームの勝利に貢献した。2018年3月30日に行われたロサンゼルス・レイカーズ戦で39得点を記録、試合はオーバータイムの末、バックスが124-122で勝利した。4月9日に行われたオーランド・マジック戦でキャリア4度目のトリプル・ダブルとなる20得点、12リバウンド、11アシストを記録、試合はバックスが102-86で勝利した。
2018-19シーズン、2019年3月1日、バックスと2023年までの4年総額7000万ドルで契約延長した。

### ニューオーリンズ・ペリカンズ
2020年11月24日に行われた4チーム間の大型トレードで、ドリュー・ホリデーとの引き換えに、将来の1巡目指名権2つと指名交換権2つとともにニューオーリンズ・ペリカンズへ移籍した 。

### クリッパーズ復帰
2021年8月7日にヨナス・ヴァランチューナスとトレードで、スティーブン・アダムズ、2022年のプロテクト付き1巡目指名権とともにメンフィス・グリズリーズに放出された。その後、8月16日にパトリック・ビバリー、ラジョン・ロンド、ダニエル・オトゥルとのトレードでロサンゼルス・クリッパーズに移籍した。
2022年2月4日にノーマン・パウエル、ロバート・コビントンとのトレードで、キーオン・ジョンソン、ジャスティス・ウィンズロー、2025年の2巡目指名権とともにポートランド・トレイルブレイザーズへ移籍した。しかし、移籍後は怪我のため試合に出場することはなく、オフの7月6日に解雇された。

## 選手としての特徴
身長185センチながら、202センチのウイングスパンをいかして、両手で数多くのダンクを決められる。プレーオフではレギュラーシーズンほどの成績を残せていない。

## 個人成績

### NBA

#### レギュラーシーズン
| シーズン  | チーム | GP  | GS  | MPG  | FG%  | 3P%  | FT%  | RPG | APG | SPG | BPG | PPG  |
| --------- | ------ | --- | --- | ---- | ---- | ---- | ---- | --- | --- | --- | --- | ---- |
| 2010–11   | LAC    | 81  | 25  | 22.7 | .424 | .276 | .744 | 2.8 | 3.6 | 1.1 | .3  | 6.7  |
| 2011–12   | LAC    | 40  | 1   | 11.6 | .389 | .200 | .636 | 1.6 | 1.7 | .8  | .4  | 3.3  |
| 2012–13   | LAC    | 76  | 12  | 20.4 | .445 | .397 | .791 | 3.0 | 3.1 | 1.4 | .7  | 8.5  |
| 2013–14   | PHX    | 43  | 40  | 32.9 | .477 | .357 | .772 | 4.7 | 5.5 | 1.6 | .3  | 17.7 |
| 2014–15   | PHX    | 81  | 81  | 34.6 | .447 | .324 | .800 | 5.2 | 6.1 | 1.6 | .6  | 17.0 |
| 2015–16   | PHX    | 31  | 31  | 34.2 | .453 | .372 | .802 | 4.0 | 6.1 | 2.0 | .6  | 20.4 |
| 2016–17   | PHX    | 66  | 66  | 33.0 | .434 | .335 | .847 | 4.8 | 6.3 | 1.4 | .5  | 21.1 |
| 2017–18   | PHX    | 3   | 3   | 27.7 | .400 | .308 | .786 | 2.3 | 3.0 | 1.3 | .7  | 15.7 |
| 2017–18   | MIL    | 71  | 71  | 31.5 | .476 | .349 | .795 | 3.9 | 5.1 | 2.0 | .6  | 17.8 |
| 2017-18計 | MIL    | 74  | 74  | 31.4 | .473 | .347 | .795 | 3.8 | 5.0 | 2.0 | .6  | 17.7 |
| 2018–19   | MIL    | 78  | 78  | 29.1 | .484 | .329 | .750 | 4.6 | 5.5 | 1.5 | .4  | 15.9 |
| 2019–20   | MIL    | 61  | 61  | 27.0 | .475 | .344 | .790 | 4.6 | 5.4 | .9  | .4  | 14.9 |
| 2020–21   | NOP    | 71  | 70  | 29.7 | .421 | .341 | .687 | 3.4 | 3.8 | .8  | .3  | 12.2 |
| 2021–22   | LAC    | 54  | 29  | 25.2 | .421 | .313 | .761 | 3.4 | 4.2 | 1.3 | .4  | 9.9  |
| 通算      | 通算   | 756 | 568 | 27.8 | .452 | .336 | .784 | 3.9 | 4.7 | 1.4 | .5  | 13.7 |

#### プレーオフ
| シーズン | チーム | GP | GS | MPG  | FG%  | 3P%  | FT%  | RPG | APG | SPG | BPG | PPG  |
| -------- | ------ | -- | -- | ---- | ---- | ---- | ---- | --- | --- | --- | --- | ---- |
| 2012     | LAC    | 11 | 0  | 17.2 | .587 | .429 | .625 | 2.4 | 2.1 | 1.2 | .4  | 7.9  |
| 2013     | LAC    | 6  | 0  | 16.2 | .500 | .111 | .667 | 2.5 | 3.0 | .3  | .5  | 6.5  |
| 2018     | MIL    | 7  | 7  | 32.1 | .440 | .318 | .700 | 3.6 | 3.7 | 1.0 | .9  | 13.6 |
| 2019     | MIL    | 15 | 15 | 28.2 | .411 | .236 | .706 | 3.7 | 4.3 | 1.1 | .4  | 13.7 |
| 2020     | MIL    | 9  | 9  | 29.7 | .388 | .250 | .808 | 4.6 | 5.9 | 1.2 | .7  | 11.7 |
| 通算     | 通算   | 48 | 31 | 25.0 | .441 | .254 | .712 | 3.4 | 3.8 | 1.0 | .5  | 11.1 |

### カレッジ
| シーズン | チーム       | GP | GS | MPG  | FG%  | 3P%  | FT%  | RPG | APG | SPG | BPG | PPG  |
| -------- | ------------ | -- | -- | ---- | ---- | ---- | ---- | --- | --- | --- | --- | ---- |
| 2009-10  | ケンタッキー | 37 | 35 | 30.3 | .462 | .383 | .667 | 3.1 | 2.9 | 1.4 | .3  | 11.3 |